# Johann Krainz
Johann Krainz, (Pseudonym: Hans von der Sann; * 6. September 1847 in Cilli, Untersteiermark; † 24. April 1907 in Graz) war ein österreichischer Lehrer, Volkskundler, Sagenforscher, Erzähler und Schriftsteller.

## Leben
Johann Krainz' Vater war Lehrer an der k. k. Unterreal- und Hauptschule in Cilli. Johann absolvierte diese Schule und besuchte anschließend die Lehrerbildungsanstalt in Marburg an der Drau. Nach Studium und Ausbildung war er an verschiedenen Schulen in der Steiermark tätig. Wirkungsstätten und Lebensstationen seiner Laufbahn waren Leoben, Kalwang, Oberwölz, Knittelfeld und Eisenerz. Sein letzter Dienstort war Graz-Andritz, hier trat er auch 1905 in den Ruhestand. Am 24. April 1907 starb der Lehrer, Volkstumsforscher und Literat in Graz.
In Leoben erinnert heute die Hans von der Sann-Gasse an ihn; ebenso gibt es in Eisenerz eine Hans-von-der-Sann-Straße.

## Literarisches Wirken
Johann Krainz publizierte auch unter dem Pseudonym „Hans von Sann“. Diesen Namen wählte er als Ausdruck seiner Verbundenheit zu seinem Geburtsort, der Sannstadt Cilli. Seine Zuneigung galt der lokalen Geschichte. Beständig durchforschte er in seiner Freizeit Kirchen-, Orts- und Herrschaftsarchive der Umgebung und sammelte geschichtliches Material. Auf längeren Fußwanderungen, die ihn kreuz und quer durch die Steiermark führten, trug Johann Krainz das Volkserzählgut „der grünen Mark“ zusammen. Aus seinem Forschungs- und Sammeleifer entstanden mehrere Bücher.
Darüber hinaus schrieb Krainz auch historische Aufsätze, volkstümliche Abhandlungen und Kurzerzählungen für die „Grazer Zeitung“, die „Wiener Abendpost“ und andere Zeitschriften. Einen beträchtlichen Beitrag leistete er für das von Josef Andreas Janisch 1878–1885 herausgegebene Nachschlagewerk „Topographisch-statistisches Lexikon von Steiermark“. Auch am sogenannten Kronprinzenwerk: „Die österreichisch-ungarische Monarchie in Wort und Bild“ war Johann Krainz beteiligt. Für den 1890 herausgegebenen, die Steiermark betreffenden siebten Band, verfasste er den Artikel: Volksleben, Sitten und Sagen der Deutschen.

## Werke
- Der Lehrer als Förderer der Heimatkunde (1876)
- Mythen und Sagen aus dem steirischen Hochlande (Bruck an der Mur, 1880)
- Wanderungen durch die Steiermark (1879)
- Eisenerz in der oberen Steiermark (1882)
- Aus den Raitungen der Eisenerzer Marktrichter. In: Beiträge zur Kunde steiermärkischer Geschichtsquellen. Jahrgang 20, Hg.: Historischer Verein für Steiermark, Graz 1884
- Die Schlacht bei St. Gotthard (1885)
- Eisenerz und die Pfarrkirche St. Oswald (1887)
- Das culturhistorische Museum in Eisenerz (1888)
- Sagen aus der grünen Mark (1890)
- Andritz und Umgebung (Graz, 1892)
- Mit Gott für Kaiser und Vaterland (1894)
- Anton Absenger Monographie (1899)
- Haus Stubenberg. Ein Gedenkblatt zum 9. August 1903 (1903)
- Sagen aus der Steiermark (?)
- Feldmarschall Graf Radetzky (1907)